# 近畿大学附属幼稚園
近畿大学附属幼稚園（きんきだいがくふぞくようちえん）は、奈良県奈良市あやめ池北一丁目にある私立幼稚園。近畿大学の附属校である。
小学校と幼稚園がつながっている。

## 沿革
- 1950年（昭和25年） - 当時の大阪府布施市（現・東大阪市中小阪三丁目17番12号）に附属幼稚園が設立される。
- 1958年（昭和33年） - 附属幼稚園分園が開園
- 1968年（昭和43年） - 2園が合併し、鉄骨2階建て園舎竣工
- 2010年（平成22年）4月 - 奈良市の旧近鉄あやめ池遊園地跡地へ、近畿大学附属小学校と共に移転。

## 交通
- 近鉄奈良線菖蒲池駅北へすぐ。